# Младзово
Младзово (словац. Mládzovo, угор. Nemesfalva) — село, громада в окрузі Полтар, Банськобистрицький край, центральна Словаччина. Кадастрова площа громади — 7,98 км². Населення — 95 осіб (за оцінкою на 31 грудня 2017 р.). Протікає Банський потік.
Перша згадка 1436 року.

## Населення
| Рік:            | 1994. | 2004.    | 2014. | 2024.    |
| --------------- | ----- | -------- | ----- | -------- |
| Кількість осіб: | 118   | 104      | 104   | 122      |
| Різниця:        |       | -11,86 % | +0 %  | +17,30 % |

| Рік:            | 2023. | 2024.    |
| --------------- | ----- | -------- |
| Кількість осіб: | 110   | 122      |
| Різниця:        |       | +10,90 % |